# Abadia de Sainte-Marie du Rivet
L'abadia de Sainte-Marie du Rivet o abadia de Notre-Dame du Rivet és una abadia cistercenca situada en la comuna d'Auròs, en el departament de Gironda (França).

## Localització
L'abadia es troba a uns 3 km al nord-oest de la ciutat d'Auròs, accessible per la carretera local D10 (cap a Lengon), seguint un petit camí de terra del nord des d'un lloc anomenat Sant-Germain.
El nom del monestir prové d'un rierol que passa per la zona, el Rivet, un afluent del Beuve.

## Història
L'edifici data probablement de l'època carolíngia, com s'evidencia per una arquitectura de pilars i murs inserits en les construccions posteriors. Al principi era un monestir benedictí, però es va afiliar a l'Ordre del Cister en 1189. Una butlla del Papa Urbà IV el va separar del bisbat de Vasats i el va pendre sota la seva protecció.
En 1593, l'abadia va ser atacada pels protestants i es va cremar parcialment.
En 1779, va ser el seu abat Benjamin Leclerc de Buffon, germà menor del naturalista Buffon.
Durant la Revolució Francesa, els monjos van ser expulsats. El monestir es va convertir en bé nacional i va ser venut el 30 de març de 1791.
En 1885, l'abadia va ser comprada per la família Tamize i van començar la seva restauració. El majordom d'aquesta família, Louise Ripas, curada en Lorda, va fer construir una gruta semblant a la gruta de Massavielha. Durant l'excavació d'aquesta cova, va brollar una font en el lloc. Es van fer sèrie de transformacions a l'immoble per a donar-li un aspecte medieval, com una petita torre, una torre de vigilància, mènsules i petites finestres.
Entre 1938-1939, les monges trapenques del monestir de Blagnac (Alta Garona) es van establir a Rivet, buscant des de 1936 a un altre lloc per al seu monestir des de la construcció de l'aeroport de Tolosa. La presència de la cova va convèncer a l'abadessa de Blagnac, perquè una antiga monja de la seva abadia era cosina de Bernadeta Sobirós.
Actualment pertany a l'arquebisbat de Bordeus.
L'església està classificada com monument històric per ordre de 7 de gener de 1926.

## Imatges

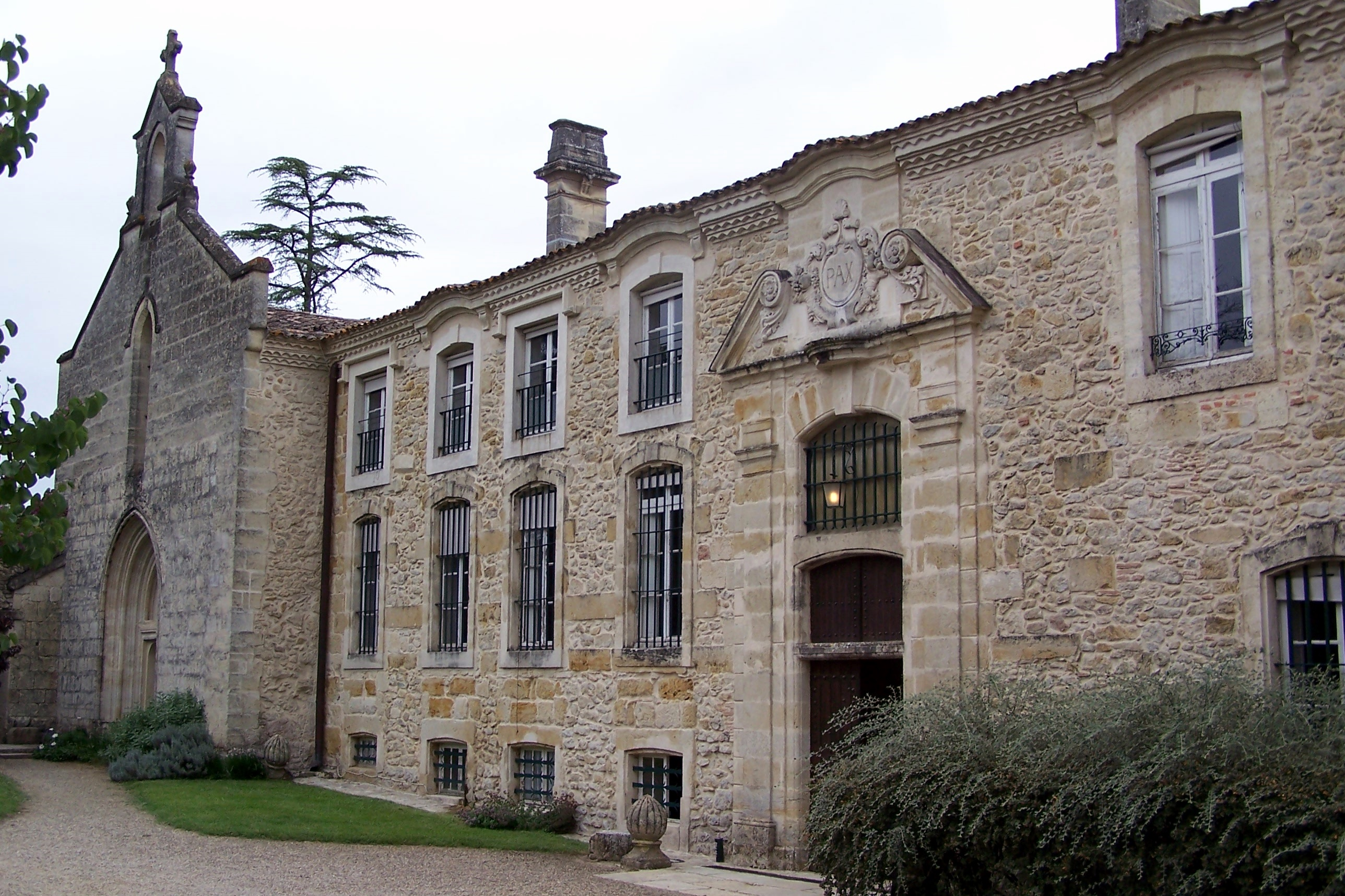
Façana principal
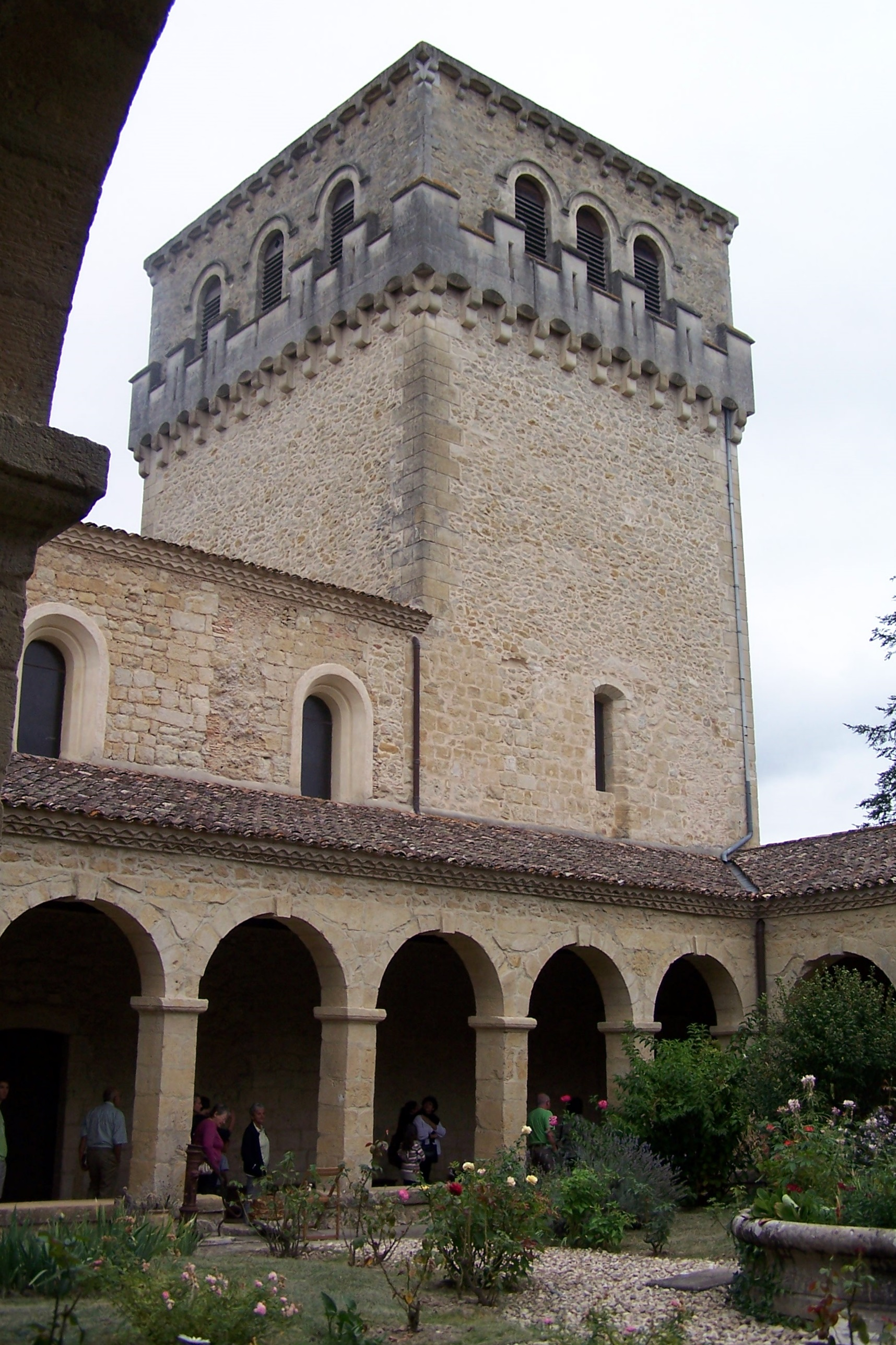
Claustre i torre al nord-est
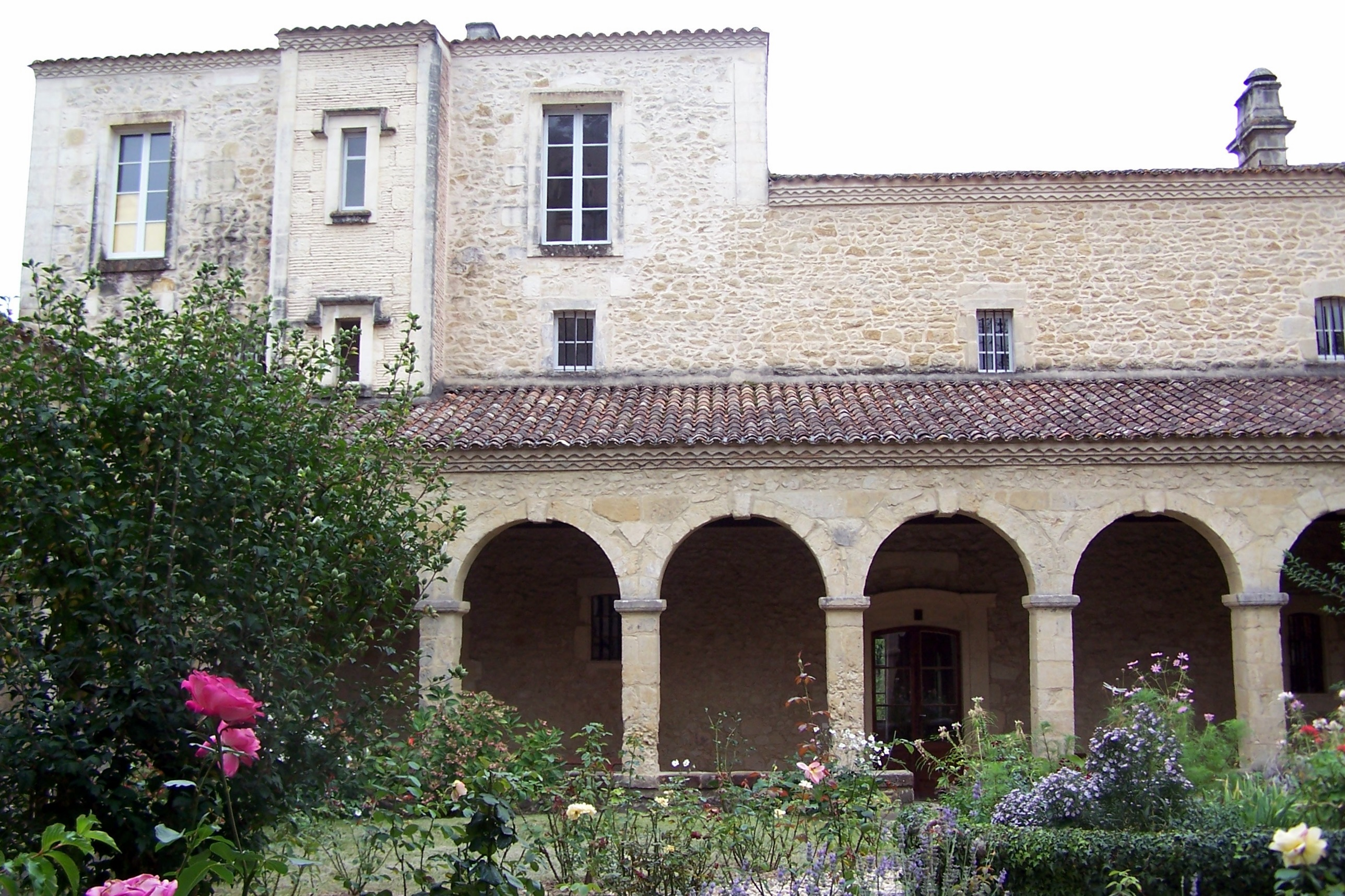
Claustre
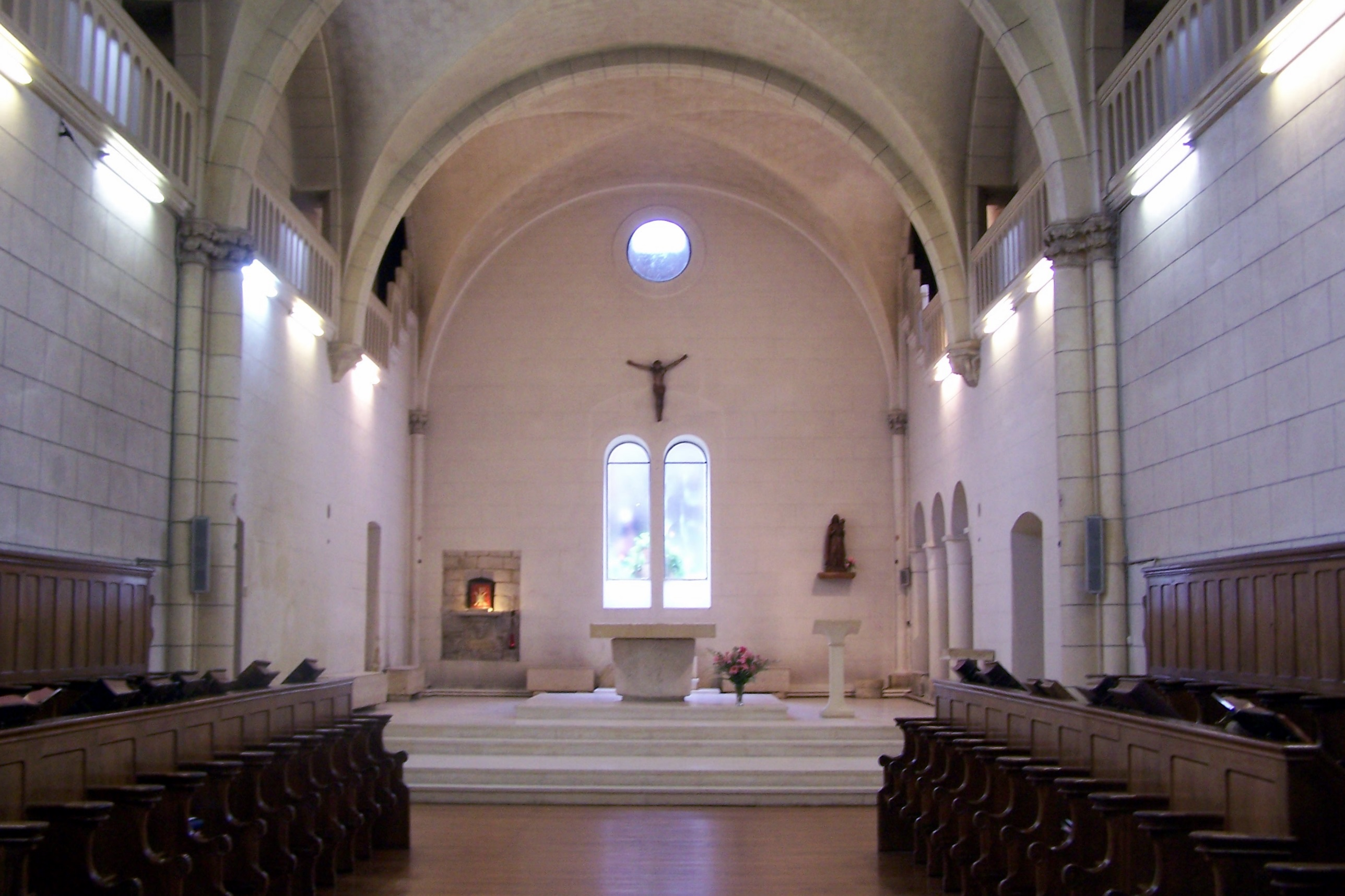
Església i altar a l'oest
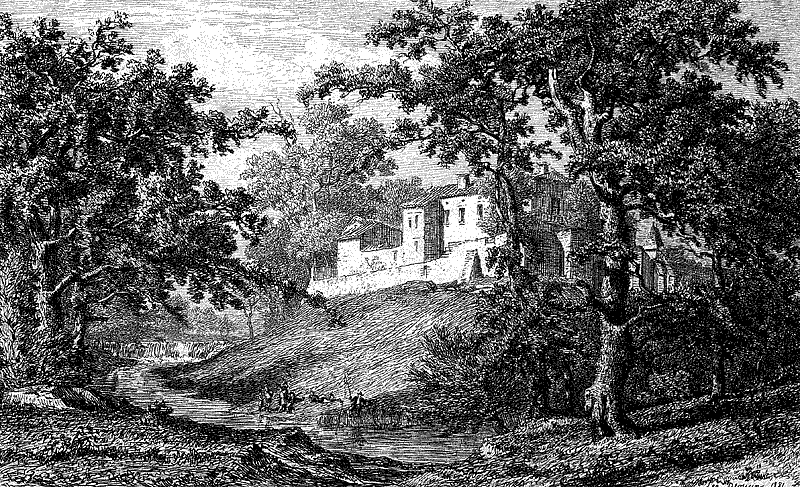
Gravat de Léo Drouyn, (1881)